# Kloster Montserrat

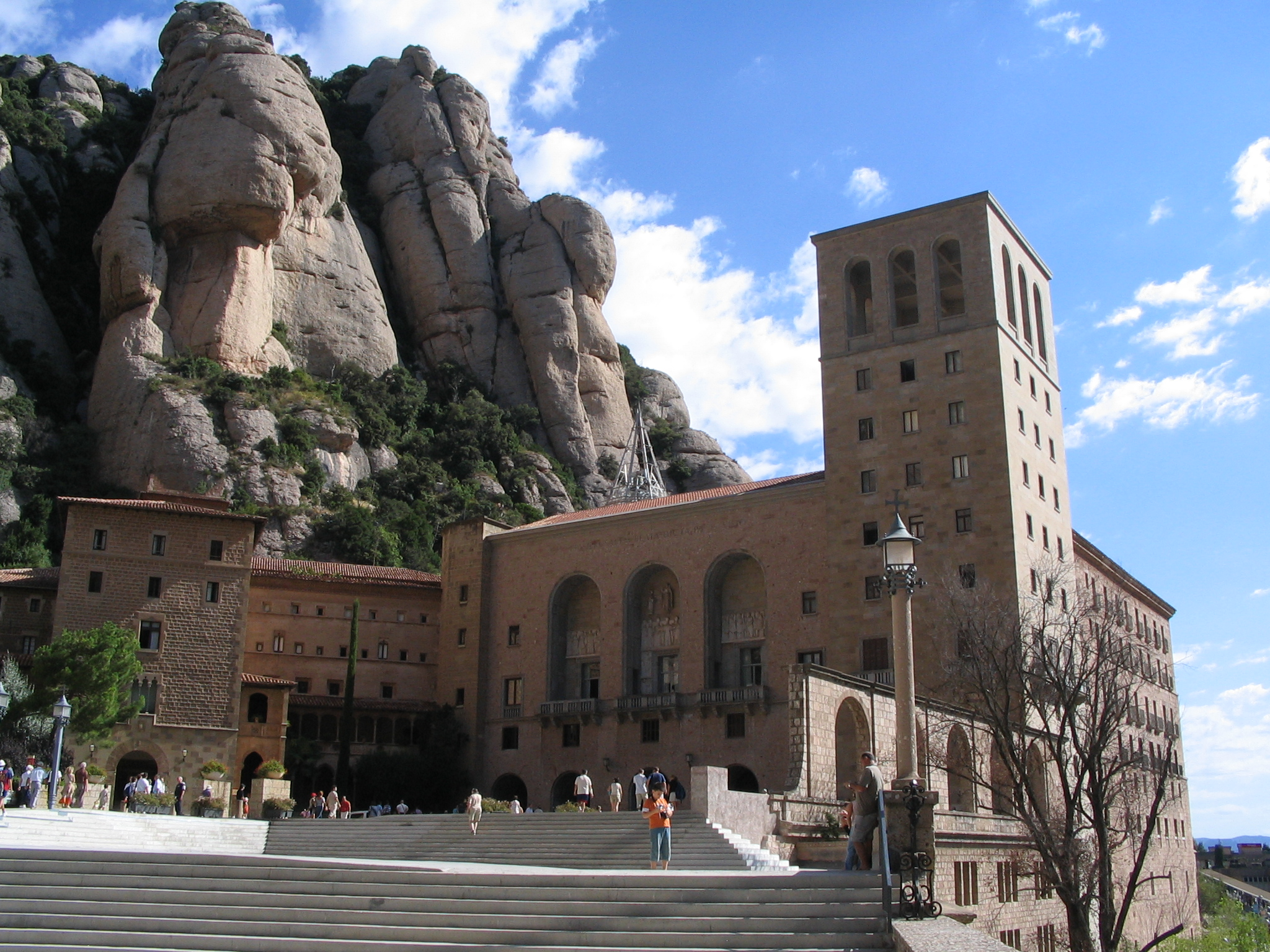
Frontansicht

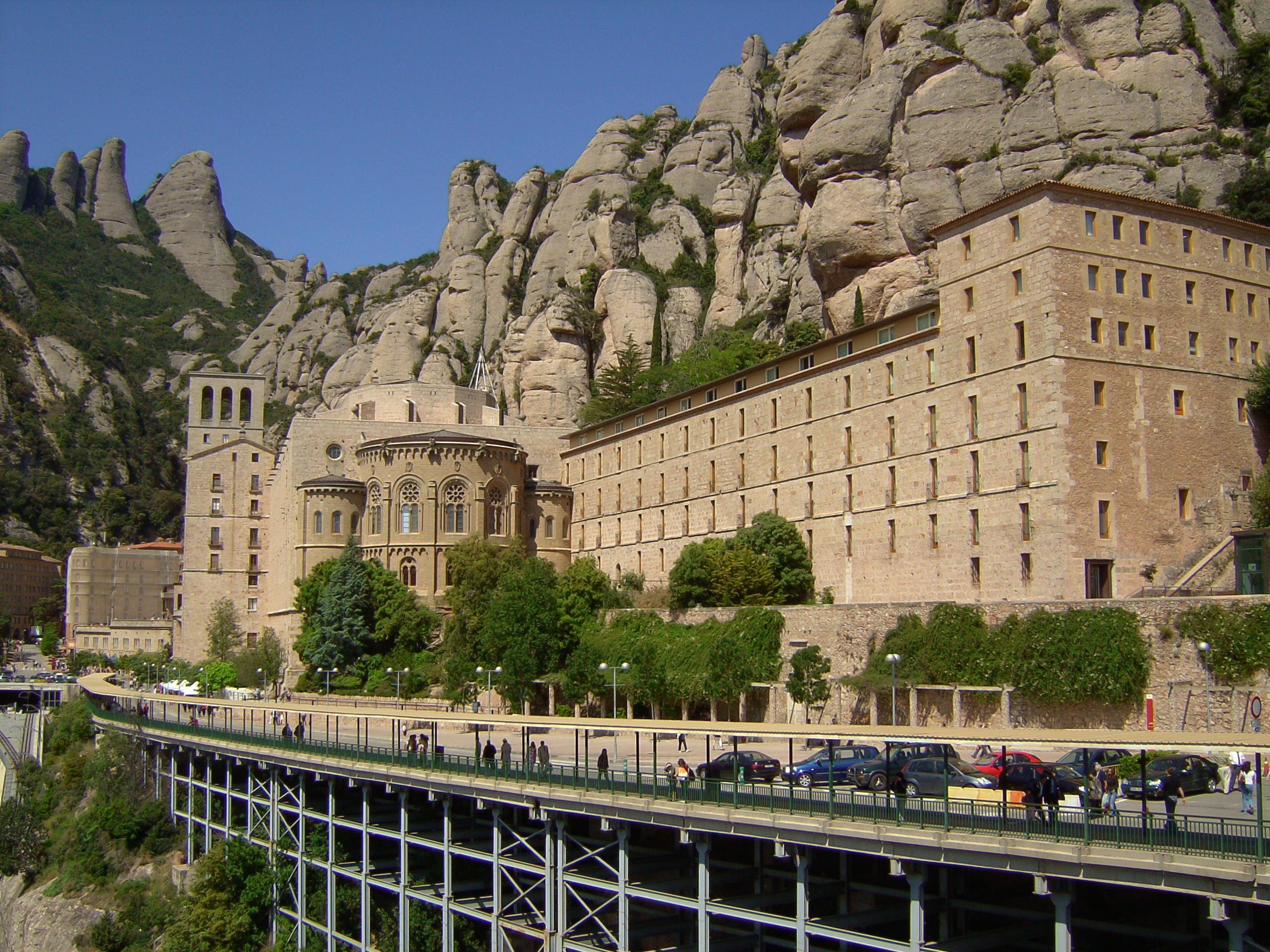
Ansicht von Südosten

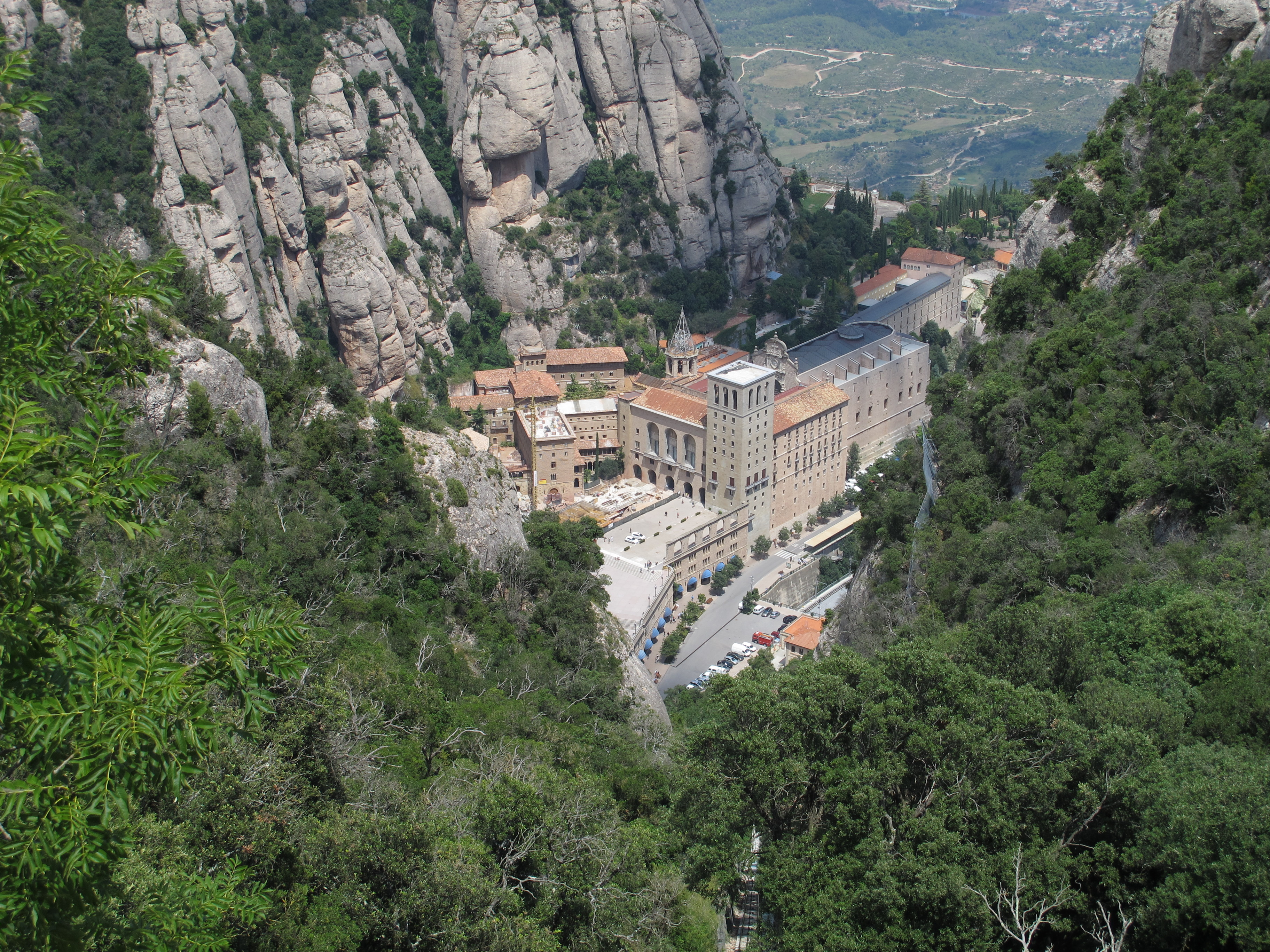
Blick vom „Roca de St. Jaume“ auf das Kloster Montserrat

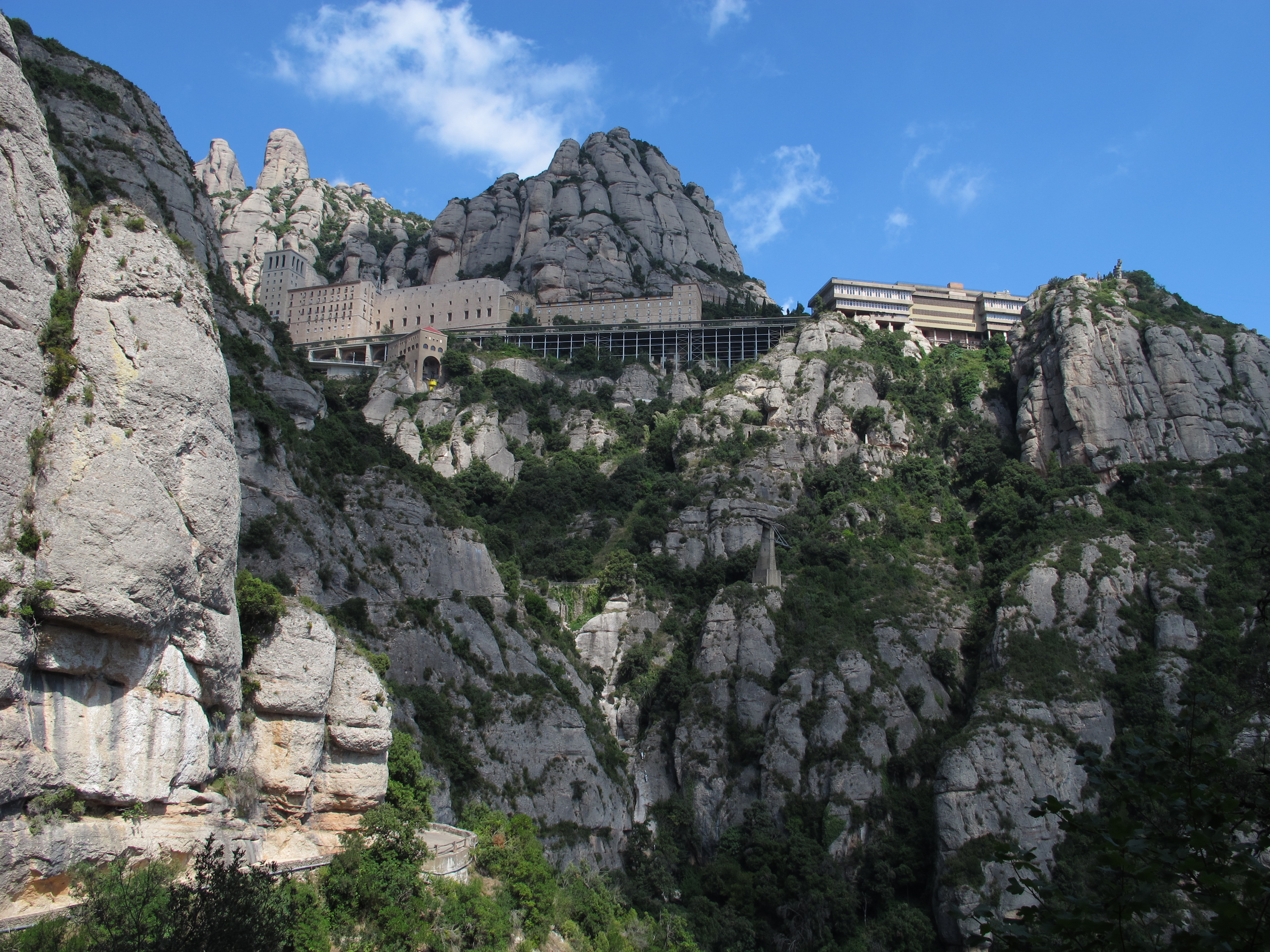
Das Kloster in der umgebenden Landschaft

Die Benediktinerabtei Santa Maria de Montserrat [ˈsantə məˈɾi.a ðə munsəˈrat] liegt auf 721 Metern Höhe im gleichnamigen Gebirge, etwa 40 km nordwestlich von Barcelona im äußersten Süden der Comarca Bages. Heute leben dort etwa 80 Mönche nach der Regula Benedicti. Im Kloster wird die aus dem 12. Jahrhundert stammende Mariendarstellung „Unsere Liebe Frau von Montserrat“, im Volksmund La Moreneta („Die Braune“) genannt, von zahlreichen Wallfahrern verehrt. Als bedeutendes Zentrum katalanischer Kultur ist Montserrat auch über die katholische Kirche hinaus von hoher symbolischer Bedeutung.

## Anreise
Die Anreise der Pilger erfolgt heute oft mit Bussen, vor allem aber mit der ursprünglich 1892 eröffneten und 2003 wiedereröffneten Zahnradbahn Cremallera de Montserrat. Eine Seilbahn wurde im Jahr 1930 von der Leipziger Firma Adolf Bleichert & Co. und deren leitenden Ingenieur Friedrich Gründel geplant und gebaut.

## Geschichte
Unter dem Abt Oliba de Besalú erfolgten zwischen 1025 und 1035 die Gründungen der Klöster Santa Maria de Ripoll, Montserrat und Saint-Martin-du-Canigou. Bereits im Jahr 1082 geriet das Kloster Montserrat in Abhängigkeit vom Kloster Ripoll. Ende des 12. Jahrhunderts wurde die Zahl der Mönche auf dem Montserrat auf zwölf begrenzt – gerade genug um weiterhin als Abtei gelten zu können. In den Jahren 1409 und 1431 wurde die Eigenständigkeit des Klosters durch päpstliche Erlasse wiederhergestellt. Doch nach der Vereinigung Kastiliens mit Aragón durch die Eheschließung der Katholischen Könige im Jahr 1469 und der Eroberung Granadas (1492) entsandte Ferdinand II. Mönche aus Valladolid, so dass das Kloster erneut fremdbestimmt war.
Das spätmittelalterliche Kloster wurde in den Jahren 1809 und 1811 von den Truppen Napoleons zerstört und fiel 1835 unter die Desamortisation der spanischen Klöster. 1844 regte sich wieder unabhängiges monastisches Leben in den alten Gemäuern, die in den Folgejahren weitgehend erneuert wurden. Die heutige Klosterkirche wurde von Leo XIII. im Jahre 1881 zur päpstlichen Basilica minor erhoben.
Während der beiden letzten Jahrzehnte des Franquismus bot die Abtei antifranquistischen Gruppen eine Heimstätte. Am 12. Dezember 1970 kamen in der Abtei 300 Intellektuelle zusammen, die in einem Manifest Freiheit für die bei den Prozessen von Burgos verurteilten Widersacher General Francos forderten sowie demokratische Rechte und Selbstbestimmung für die Nationalitäten im spanischen Staat.

## Architektur

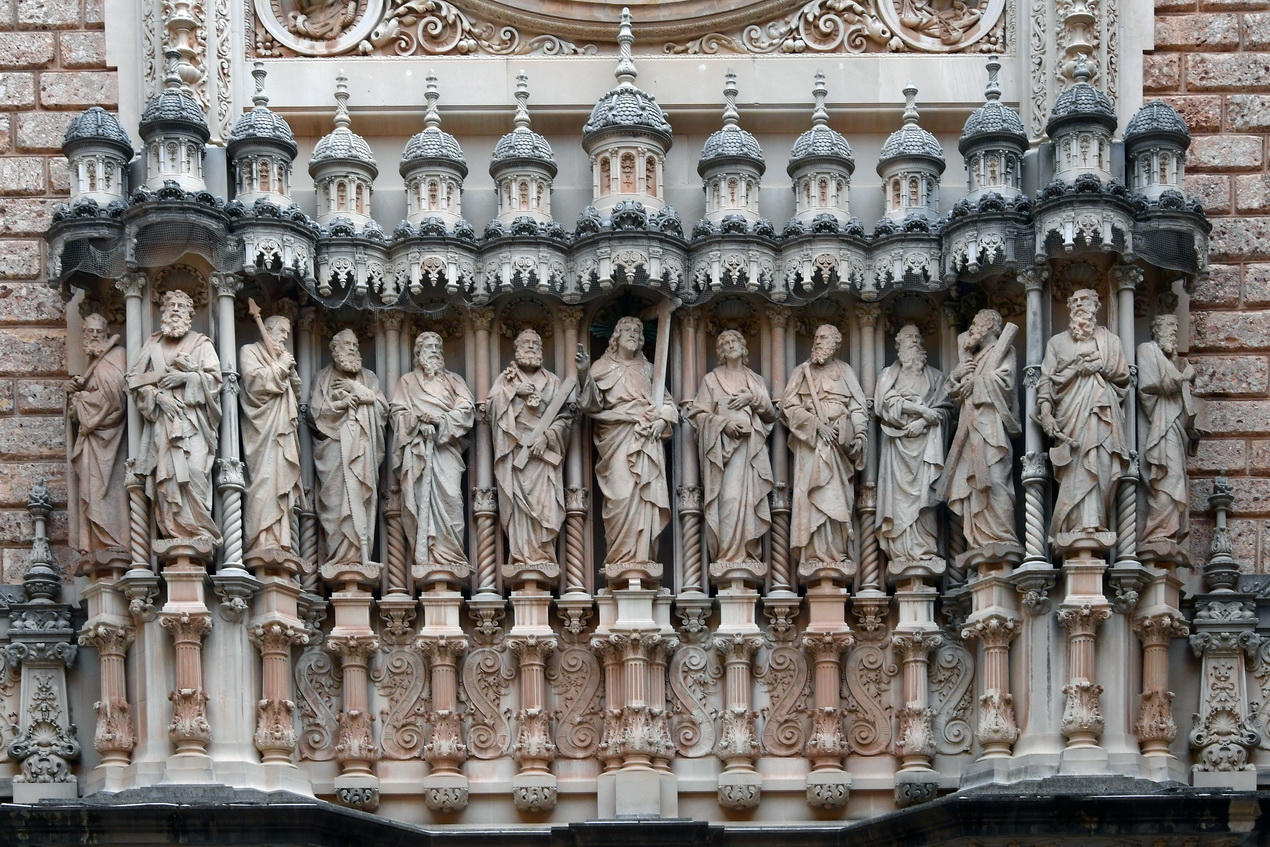
Kircheneingang Skulpturen

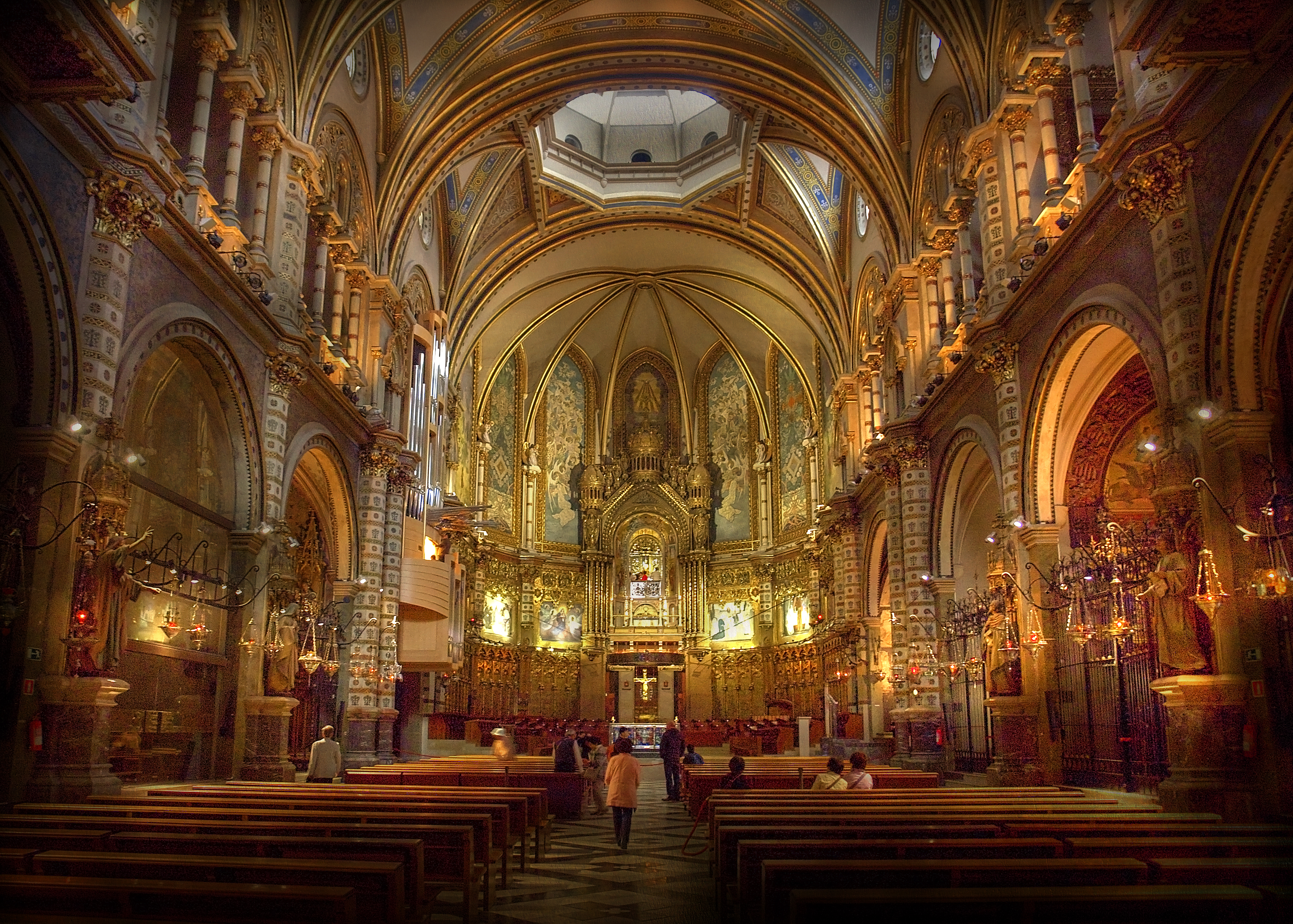
Innenansicht der Kirche

Die heutige ca. 70 Meter lange und insgesamt knapp 30 Meter breite Klosterkirche ist einschiffig mit Seitenkapellen und darüber befindlichen Emporen. Die Belichtung des Kirchenraums erfolgt durch Rundfenster im Westen und über den Emporen sowie durch einen modernen oktogonalen Aufbau (cimbori) über der Vierung. Mittelschiff und Seitenkapellen werden von farbig gefassten Kreuzrippengewölben überspannt. Während das Langhaus eine Mixtur aus neoromanischen und neogotischen Stilelementen zeigt, finden sich im 
Chorbereich auch neobarocke Details.

## Ausstattung

### Madonnenfigur

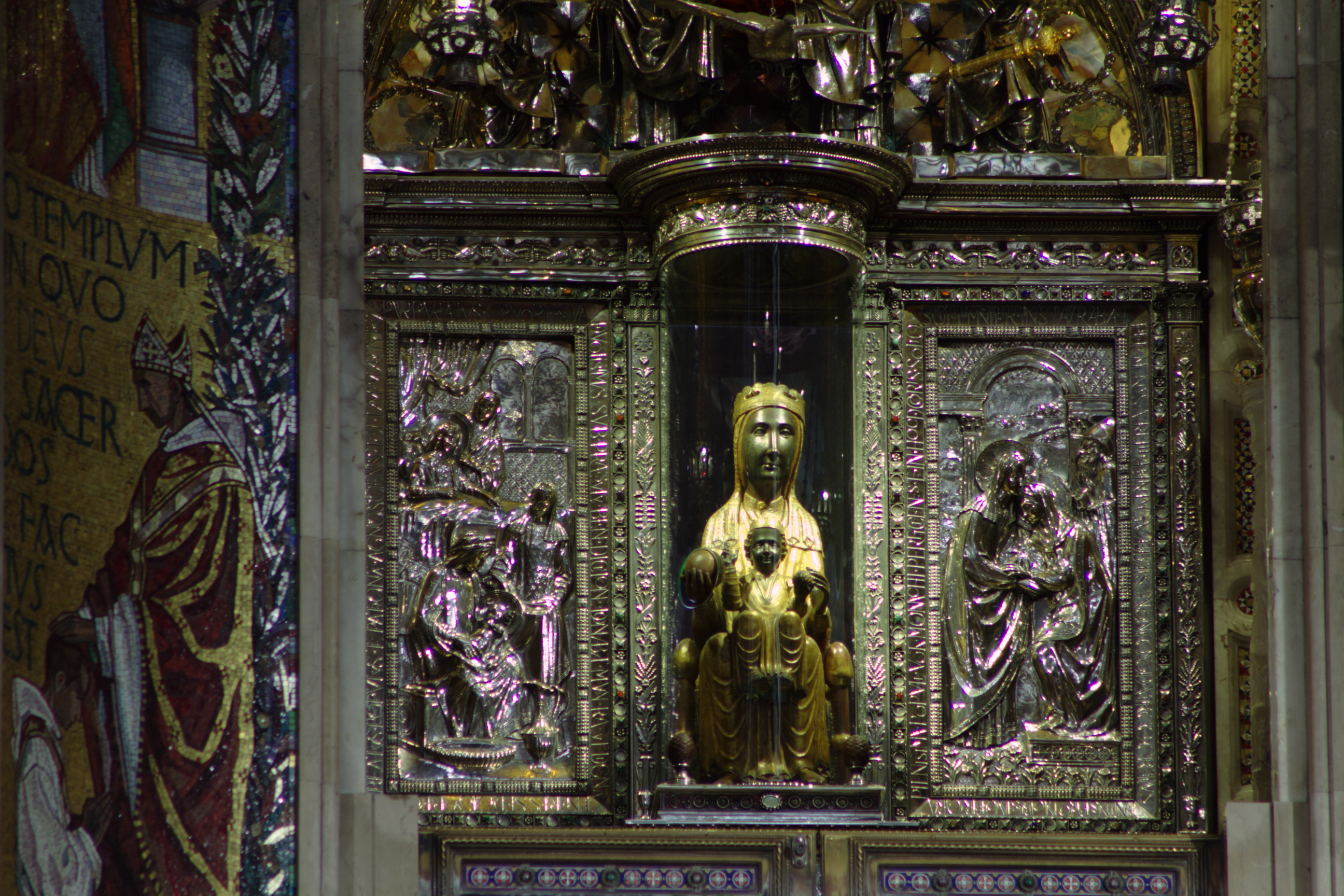
Mare de Déu de Montserrat

Die Schwarze Madonna Unserer Lieben Frau von Montserrat (Mare de Déu de Montserrat oder kurz La Moreneta) ist die Schutzheilige Kataloniens und befindet sich in der Apsis des Klosters. Die Marienfigur, die heute verehrt wird, ist eine romanische Statuette aus dem 12. Jahrhundert; mit dem segnenden und gekrönten Jesusknaben auf dem Schoß verkörpert sie den Typus der Sedes sapientiae. Als Zeichen ihrer Macht und Würde halten beide darüber hinaus einen Reichsapfel in der Hand. Zwei seitliche Silberreliefs zeigen die Geburt Christi und Mariä Heimsuchung.

### Orgel

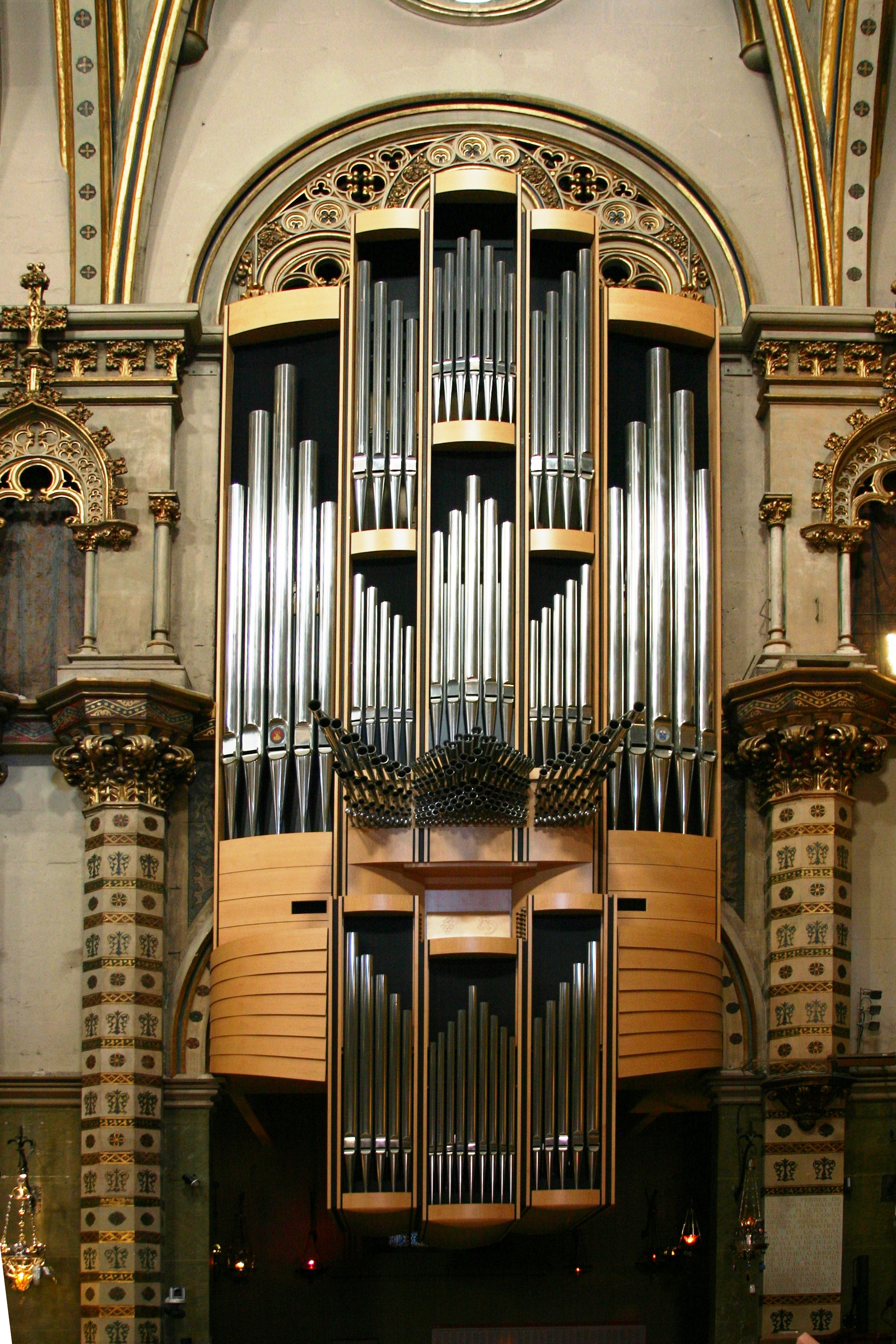
Blick auf die Blancafort-Orgel

Die Orgel in der Klosterkirche wurde 2009 von der Orgelbaufirma Blancafort Orgueners (Montserrat) erbaut. Das Instrument befindet sich auf der linken Seite des Altarraumes; es hängt in einer Bogennische. Im Gegensatz zu der barocken Kirchenausstattung ist der Prospekt modern gestaltet und lässt den klassischen Werksaufbau erkennen. Das Instrument hat 63 Register (4.242 Pfeifen) auf vier Manualwerken und Pedal. Das Rückpositiv ist schwellbar. Die Spieltraktur ist mechanisch, die Registertraktur elektrisch. Es existiert ein zweiter rein elektrischer Spieltisch im Presbyterium.
| I Rückpositiv C–a3 |                |         |
| 01.                | Quintant       | 16′     |
| 02.                | Cara           | 08′     |
| 03.                | Bordó de fusta | 08′     |
| 04.                | Salicional     | 08′     |
| 05.                | Octava         | 04′     |
| 06.                | Tapadet        | 04′     |
| 07.                | Nasard 12a     | 02 ⁄3′  |
| 08.                | Quinzena       | 02′     |
| 09.                | Nasard 17a     | 01 3⁄5′ |
| 10.                | Larigot        | 01 ⁄3′  |
| 11.                | Septinona II   | 01 ⁄7′  |
| 12.                | Flautí         | 01′     |
| 13.                | Címbal IV      | 01′     |
| 14.                | Regal          | 16′     |
| 15.                | Clarinet       | 08′     |
| 16.                | Cromorn        | 08′     |
|                    | Trèmol         |         |

| II Hauptwerk C–a3 |                 |         |
| 17.               | Flautat major   | 16′     |
| 18.               | Bordó major     | 16′     |
| 19.               | Flautat         | 08′     |
| 20.               | Flauta de fusta | 08′     |
| 21.               | Espigueta       | 08′     |
| 22.               | Quinta          | 05 1⁄3′ |
| 23.               | Octava          | 04′     |
| 24.               | Desena          | 03 1⁄5′ |
| 25.               | Dotzena         | 02 ⁄3′  |
| 26.               | Quinzena        | 02′     |
| 27.               | Plens V         | 02′     |
| 28.               | Cimbalet III    | 02⁄3′   |
| 29.               | Corneta V       | 08′     |
| 30.               | Bombarda        | 16′     |
| 31.               | Trompeta real   | 08′     |

| III Schwellwerk C–a3 |                    |        |
| 32.                  | Viola              | 16′    |
| 33.                  | Flauta Harmònica   | 08′    |
| 34.                  | Gamba              | 08′    |
| 35.                  | Corn de Nit        | 08′    |
| 36.                  | Veu celest         | 08′    |
| 37.                  | Flauta cònica      | 08′    |
| 38.                  | Octaviant          | 04′    |
| 39.                  | Quinta             | 02 ⁄3′ |
| 40.                  | Octaví             | 02′    |
| 41.                  | Corona IV          | 01 ⁄3′ |
| 42.                  | Fagot              | 16′    |
| 43.                  | Oboè               | 08′    |
| 44.                  | Trompeta harmònica | 08′    |
| 45.                  | Clarí harmònic     | 04′    |
| 46.                  | Veu humana         | 08′    |
|                      | Trèmol             |        |

| IV Batalla C–a3 |                       |     |
| 47.             | Trompeta de batalla   | 8′  |
| 48.             | Violetes (B)          | 2′  |
| 48b.            | Trompeta magna (D)    | 16′ |
| 49.             | Baixons (B)           | 4′  |
| 49b.            | Clarins clars (D)     | 8′  |
| 50.             | Orlos                 | 8′  |
| 51.             | Flauta travessera (D) | 8′  |
| 52.             | Carillo               |     |

| Pedal C–g1 |              |        |
| 53.        | Greu         | 32′    |
| 54.        | Contrabaix   | 16′    |
| 55.        | Principal    | 16′    |
| 56.        | Subbaix      | 16′    |
| 57.        | Contres      | 08′    |
| 58.        | Baix         | 08′    |
| 59.        | Coral        | 04′    |
| 60.        | Composta III | 02 ⁄3′ |
| 61.        | Bombarda     | 16′    |
| 62.        | Trompeta     | 08′    |
| 63.        | Clarí        | 04′    |

- Koppeln: I/I (Sub- und Superoktavkoppeln), I/II, II/II (Sub- und Superoktavkoppeln), III/I, III/II, III/III (Sub- und Superoktavkoppeln), IV/II, I/P, II/P, III/P, IV/P
- Anmerkungen:

(B) = Bass-Seite (linke Hand)
(D) = Diskant-Seite (rechte Hand)

### Geläut

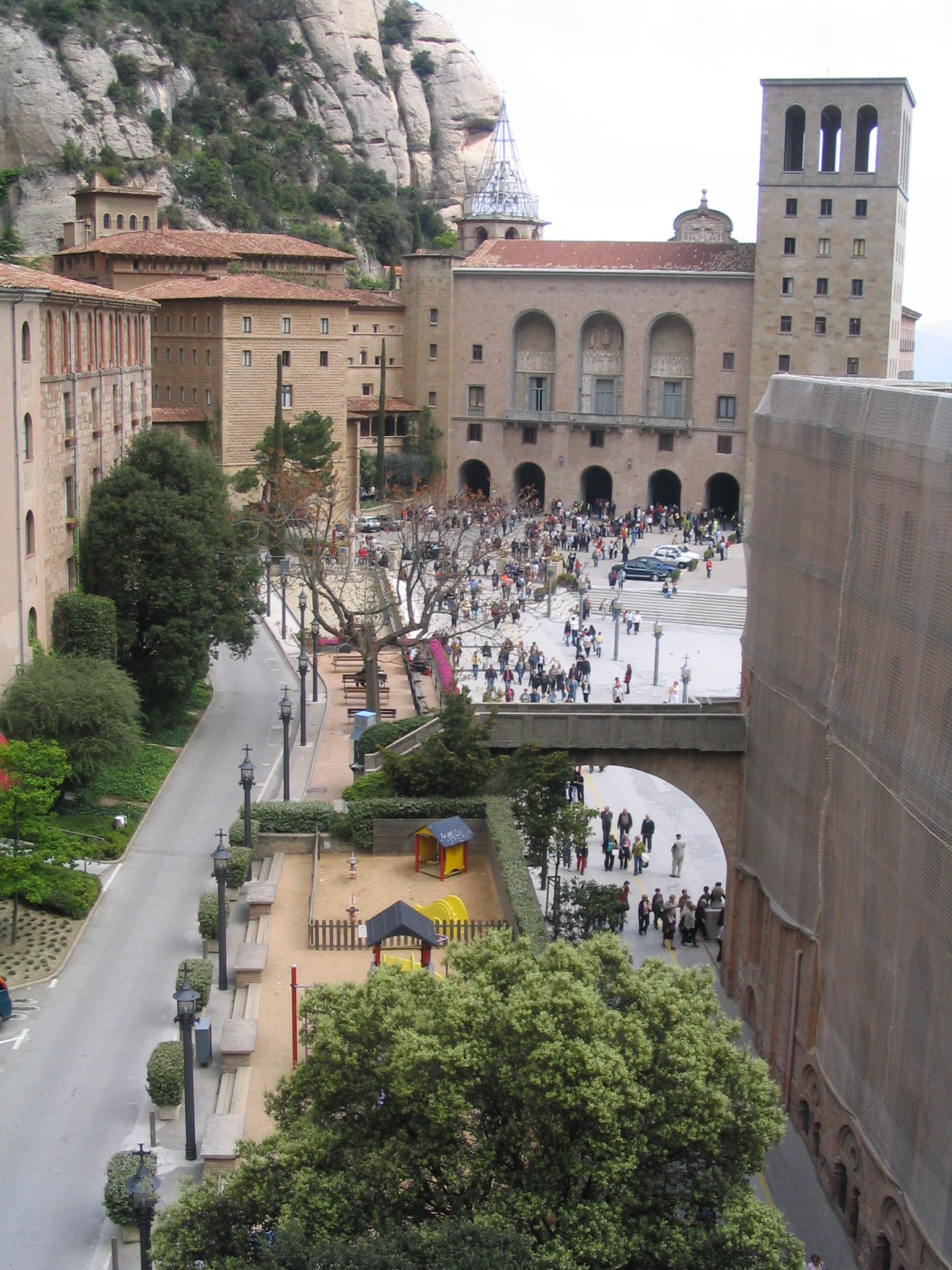
Blick auf den Flankenturm, links daneben die Spitze (Stahlglockenstuhl) des Glockenturms

Im (runden) Glockenturm der Abteikirche hängt ein mächtiges Geläut, bestehend aus 8 Glocken in der Glockenkammer des Turmes, und zwei weiteren Glocken (den tontiefsten) in einem Stahlglockenstuhl auf der Spitze des Glockenturmes. Das Geläut wurde weitgehend in den 1950er Jahren von Karl Czudnochowsky gegossen, und später durch die Glockengießerei Bachert ergänzt.
| Nr. | Name                 | Gussjahr | Gießer                  | Durchmesser (cm) | Masse (kg) | Nominal |
| --- | -------------------- | -------- | ----------------------- | ---------------- | ---------- | ------- |
| 1   | Santa Maria          | 1958     | Karl Czudnochowsky      | 225              | 6595       | f0      |
| 2   | Sant Benet           | 1955     | Karl Czudnochowsky      | 181              | 3433       | a0      |
| 3   | Sant Pere            | 1958     | Karl Czudnochowsky      | 153              | 2074       | c1      |
| 4   | Sant Pau             | 1955     | Karl Czudnochowsky      | 135              | 1425       | d1      |
| 5   | Sant Jaume           | 1955     | Karl Czudnochowsky      | 122              | 1051       | e1      |
| 6   | Sant Jordi           | 2005     | Glockengießerei Bachert | 115              | 881        | f1      |
| 7   | Sant Gregori I       | 1955     | Karl Czudnochowsky      | 102              | 614        | g1      |
| 8   | Sant Pius X          | 1955     | Karl Czudnochowsky      | 90               | 422        | a1      |
| 9   | Sant Josep           | 2005     | Glockengießerei Bachert | 85               | 356        | h1      |
| 10  | Sant Miquel Arcàngel | 1955     | Karl Czudnochowsky      | 76               | 254        | c2      |

## Museum Biblicum und Scriptorium Biblicum et Orientale
Das Kloster beherbergt ein Museum mit Objekten zur Archäologie des Heiligen Landes, kostbaren liturgischen Gegenständen, Gemälden u. a. von El Greco, Caravaggio, Luca Giordano und Tiepolo, Claude Monet, Edgar Degas, Pablo Picasso, Ramon Casas i Carbó und Salvador Dalí.
Die Bibliothek des Scriptorium Biblicum et Orientale besitzt über 200.000 Handschriften und Drucke, darunter eine Papyrussammlung mit über 1700 Fragmenten. Das „Llibre Vermell de Montserrat“, eine Sammlung mittelalterlicher Lieder von 1399, enthält geistliche Stücke und weltliche katalanische Lieder mit Noten.

## Knabenchor
In der Kirche erklingt täglich um 13 Uhr das Marienlied Virolai, das von der Escolania de Montserrat gesungen wird, einem Knabenchor, der seit 1307 urkundlich nachgewiesen ist und damit zu den ältesten Europas gehört, im 17. und 18. Jahrhundert eine Blütezeit erlebte und an dem unter anderem Josep Antoni Martí als Lehrer wirkte.

## Bedeutung
Neben der religiösen Bedeutung gilt das Kloster auch als Hort des katalanischen Nationalismus und der katalanischen Kultur. Da es dank der kirchlichen Sonderrechte auch während der Francodiktatur nicht den von Franco ernannten Bischöfen unterstand, wurden im Kloster die Messen weiterhin in der verbotenen katalanischen Sprache gefeiert.

## Sonstiges
In Montserrat legte der heilige Ignatius von Loyola 1522 seine Offizierswürde ab, schenkte Dolch und Schwert der Jungfrau Maria und seine feinen Kleider einem Bettler. Er legte die Kutte an, um sich Gott zu weihen. Später wurde er Gründer der Societas Jesu, des Jesuitenordens.
Neben dem eigentlichen Kloster gibt es noch zahlreiche Eremitagen im umgebenden Gebirge, die vom Kloster aus auf gut gepflegten Wanderwegen erreicht werden können. Die Wanderwege sind klassifiziert nach Dauer und Schwierigkeitsgrad und machen Montserrat für viele Bewohner von Barcelona zu einem interessanten Naherholungsgebiet.
Christoph Kolumbus benannte auf seiner zweiten Reise eine Insel der Kleinen Antillen nach dem Kloster, die heutige britische Kolonie Montserrat.
In Anlehnung an das Gnadenbild ist ‚Maria de Montserrat‘ auch ein gebräuchlicher katalanischer Geburtsname. Dabei wird oft ‚Montserrat‘ als Rufname verwendet (verkürzt ‚Montse‘). Ihn trugen beispielsweise die verstorbenen Sopranistinnen Montserrat Caballé und Montserrat Figueras.

## Äbte seit dem 19. Jahrhundert
- Miquel Muntadas, 1858–1885
- Josep Deàs, 1885–1921
- Antoni M. Marcet, 1921–1946
- Aureli M. Escarré, 1946–1966
- Gabriel M. Brasó (Abtkoadjutor 1961–1966; 1966–1976 Präses der Kongregation von Subiaco)
- Cassià M. Just, 1966–1989
- Sebastià Bardolet, 1989–2000
- Josep M. Soler, 2000–2021
- Manel Gasch, seit 2021